# 潭口水库
潭口水库是中国湖北省襄阳市谷城县石花镇境内的一座水库，位于汉江支流北河上，建于1964年。水库正常库容为2540万立方米，集雨面积为608平方千米，海拔为139米。